# Alte Maße und Gewichte (Polen)
Ein Ukas vom 20. Januar 1848 (11. Februar) legte fest, dass im damals zu Russland gehörigen Polen keine anderen Maße als die russischen Maße und Gewichte angewendet werden durften. Sie galten vom 19. April 1849 (1. Mai) an.

## Längenmaße
Im Königreich Polen, das bis 1795 existierte, galt:
- 1 Sążeń (Klafter) = 6 Stóp
- 1 Łokieć (Elle) = 13 ⅓ Ławek
- 1 Stopa (Fuß) = 10 Ławek = 18 Cali = 1 Pręcik
- 1 Sznur (Seil)= 10 Prętów = 100 Pręcików = 1000 Ławek = 44,665 m
- 1 Pręt (Rute) = 100 Ławek = 4,466 m
- 1 Ławka = 43 1/5 Millimeter = 1 4/5 Cal

Für die Republik Krakau wurde am 7. Dezember 1836, zu der Zeit nicht Teil Polens, ein Edikt erlassen, das folgende Maße einführte:
- 1 Cal = 0,0248 m
- 1 Stopa = 12 Cali = 0,298 m
- 1 Łokieć = 2 Stóp = 0,596 m
- 1 Sążeń = 3 Łokcie = 1,788 m

Zuvor galten folgende Maße:
- 1 Stopa = 0,3564 Metr = 12 Cal
- 1 Łokieć = 0,61697 Metr

Weitere Längenmaße:
- Ćwierć
- Dłoń
- Krok (Schritt)
- Palec
- Piędź
- Sążeń
- Sztych
- Zagon

## Flächenmaße
- Łan (Hube)
- Morga (Morgen)
- Staje
- Włóka
- Źreb

## Volumenmaße
- Achtel
- Antał
- Beczka
- Garniec
- Konew
- Korzec (Scheffel)
- Kwarta (Quart)
- Kwaterka
- Łaszt (Last)

## Gewichtsmaße
- Cetnar (Zentner)
- Funt (Pfund)
- Łut (Lot)